# Krzysztof Baculewski
Krzysztof Baculewski (født 26. december 1950 i Warszawa, Polen) er en polsk komponist, professor, lærer og musikolog.
Baculewski studerede komposition på Frederic Chopin Universitetet i Warszawa, med endt afgangseksamen (1974). Han forsatte sine kompositionsstudier på Musikkonservatoriet i Paris (1975-1976) hos Olivier Messiaen. Baculewski har skrevet orkesterværker, kammermusik, koncertmusik, korværker, elektronisk musik, klaverstykker og musik for mange instrumenter etc. Han har undervist som lærer i komposition på Universitetet i Warszawa fra (1982), og blev professor i (2001) på samme sted. Baculewski har undervist som gæsteprofessor på Johannes Gutenberg Universitetet i Mainz i (2002).

## Udvalgte værker
- Koncert (1982-1983) - for orkester
- Harmonisk koncert (1987) - for strygeorkester
- Det uforlignelige land (1970-1973) - for orgel
- Nat Kantate (1975) - for sopran og kammerorkester